# Motor de mezcla pobre
Se denomina motor de mezcla pobre a un motor de combustión interna alternativo en el que no es necesario que la mezcla sea estequiométrica, o sea, que tenga unas proporciones más o menos fijas de aire y combustible, por lo que pueden funcionar con dosados relativos menores a la unidad.
Una de las grandes pérdidas de energía de los motores de gasolina son las pérdidas por bombeo.
En los motores de gasolina para dosificar la potencia además de controlar el combustible se restringe la cantidad de aire que entra en los cilindros mediante una válvula de mariposa o una guillotina.
Esto obliga al motor a realizar un esfuerzo de succión, lo que produce dichas  pérdidas por bombeo. Estas conllevan un mayor consumo de combustible. De hecho, el aprovechamiento máximo del combustible se produce al par máximo y con acelerador a fondo.
Como aumenta la potencia también aumenta el consumo, pero no en la misma medida.
La necesidad de que la mezcla sea estequiométrica en otros motores se debe a que si la mezcla es demasiado pobre, la chispa no enciende bien la mezcla, y si es demasiado rica no se quema todo el combustible. También se encuentra la necesidad de usar mezclas estequiométricas al usar catalizadores de tres vías.
El motor de mezcla pobre más antiguo que se fabrica actualmente es el motor diésel, que no requiere de chispa para encender el combustible y la combustión no se desarrolla por propagación de un frente de llama, sino por difusión.
La técnica más utilizada para que la chispa pueda encender la mezcla pobre es la mezcla estratificada. Consiste en tener varias zonas con diferente proporción de mezcla aire/combustible: una más concentrada cerca de la chispa para que prenda y otra alrededor con mucha menos gasolina o prácticamente nada. Las técnicas utilizadas para conseguirlo van desde utilizar un inyector en la cámara de combustión que pulverice el combustible cerca de la bujía hasta un sistema en el que el inyector está en la entrada del cilindro, como es habitual en los motores de gasolina. Mediante estudio por ordenador de la corriente de aire dentro del cilindro, se logra diseñar el motor de modo que la "nube" de combustible generada por el inyector en la entrada del cilindro, pase por la bujía en el momento de saltar la chispa.
Hay también un proyecto de motor de mezcla pobre homogénea no estratificada, que es una especie de híbrido entre un motor diésel y un motor de gasolina, el motor HCCI (del inglés Homogeneous charge compression ignition). La mezcla se inyecta durante la fase de admisión como en el ciclo Otto de gasolina, pero la ignición de la mezcla se produce por compresión como en el ciclo Diesel de gasóleo. El mayor problema es controlar en qué momento se va a producir la explosión.
Un motor de mezcla pobre consume menos pudiendo enriquecer la mezcla cuando se le pide más potencia. Produce menos CO2, pero, en cambio, produce más NOx, al igual que los motores diésel.